# Pierina Riccia
Pierina (Perina) Riccia (1522 – Venezia, 1545) è stata l'amante del poeta Pietro Aretino.

## Biografia

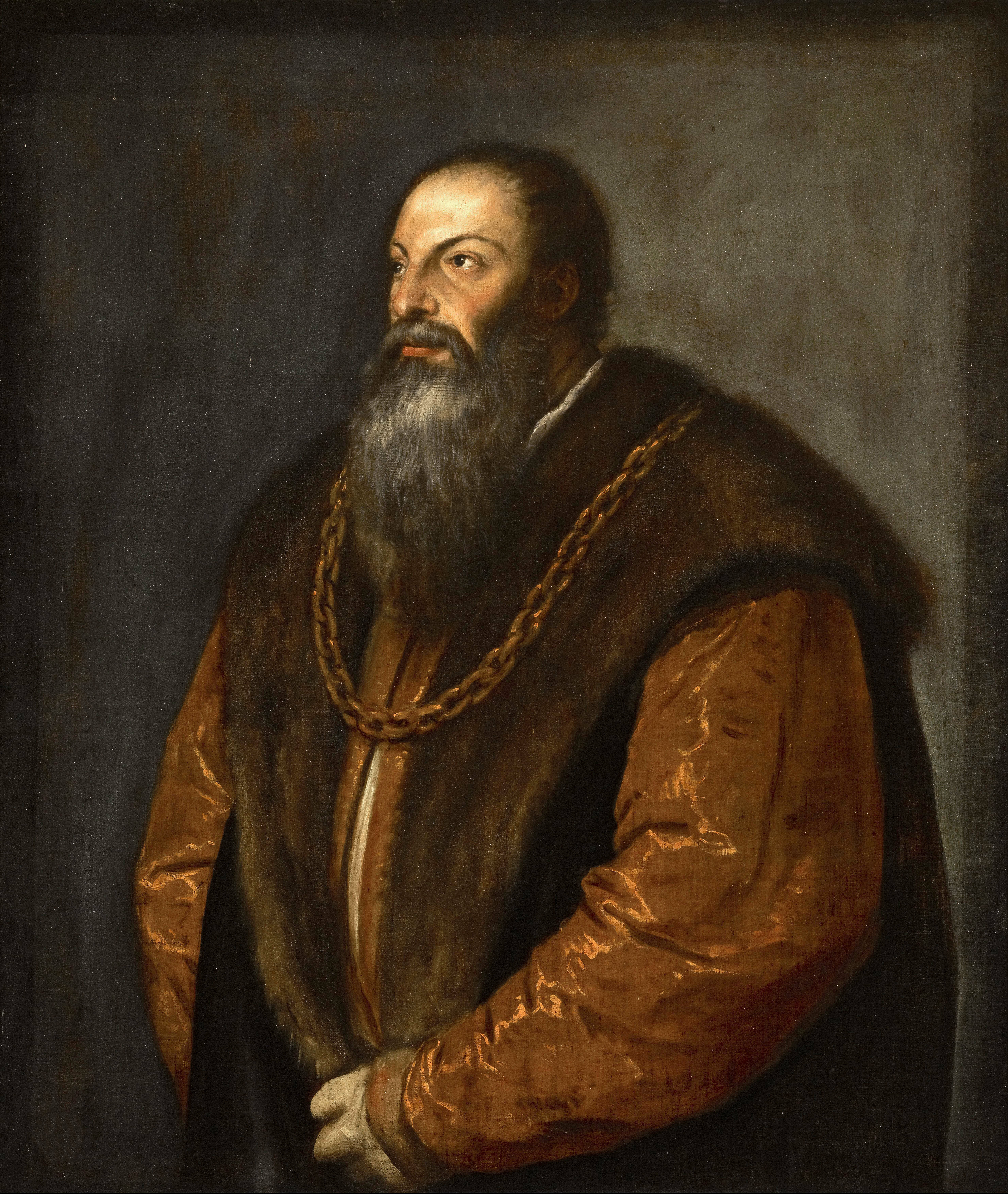
Tiziano, Ritratto di Pietro Aretino.

Giunta da Roma a Venezia con la madre, all'età di quattordici anni circa nel 1536 incontrò per la prima volta il poeta Pietro Aretino, allora quarantaquattrenne.
Perina si era sposata nel 1537 con Polo Bartolini e fuggì dalla casa del marito per trasferirsi nell'abitazione del poeta Pietro Aretino, che divenne il suo amante e della quale si innamorò perdutamente. La donna si ammalò gravemente e il poeta la trasferì sulle rive del Brenta e la accudì per tredici mesi fino alla sua guarigione. L'Aretino la omaggiò di ricchissimi doni, tra i quali una veste intessuta d'oro con maniche in velluto tempestate d'argento inviata dalla marchesa di Castel Goffredo Ginevra Rangoni e "un paio di calze di seta bianca con oro di sopra" da parte del marito, il principe Aloisio Gonzaga, presso la cui corte Pietro Aretino aveva soggiornato.
Innamoratasi di un giovane, nel 1540 lasciò l'Aretino ma dopo tre anni, forse abbandonata o per rimorso, ritornò dal poeta.
Morì nel 1545 a Venezia.
L'Aretino scrisse di lei: "L'ho amata, l'amo e l'amerò finché la sentenza del dì novissimo giudicherà le vanità nostre".